# Амбулоцет
Амбулоцет (Ambulocetus) — представник ранньої стадії розвитку китоподібних, тварина, що могла як ходити, так і плавати. Цей перехідний викопний різновид прояснює шляхи походження китоподібних із сухопутних тварин. Його назва означає латиною «ходячий кит». Зовнішністю цей ссавець нагадував триметрового крокодила. Він безсумнівно вів напівводяне життя: його задні ноги були краще пристосовані до плавання, ніж до ходьби по землі; плавав він, скоріше за все, згинаючи і розгинаючи спину у вертикальному напрямку, як зараз це роблять сучасні видри, тюлені та кити. Вважається, що полював амбулоцет у схожий з крокодилом спосіб — ховаючись під водою і хапаючи здобич з засідки. Хімічний аналіз його зубів показав, що амбулоцет міг жити як у прісній, так і у солоній воді.
Амбулоцет не мав зовнішнього вуха; щоб почути здобич на суші, він, можливо, схиляв голову до землі й відчував вібрації, що розповсюджуються в ґрунті, через кістки нижньої щелепи.

Вчені вважають абмулоцета предком сучасних китоподібних через те, що він має з ними багато спільних еволюційних пристосувань для підводного життя: деякі зміни у будові носа, що роблять можливим глитання під водою, і схожу з китоподібними будову вуха, яка покращує підводний слух. Окрім того, зуби амбулоцета також дуже схожі на зуби китів.
Скам’янілі залишки амбулоцета були знайдені в Пакистані Йоганнесом Тевіссеном. Місцевість, де були знайдені скам’янілості, за часів життя амбулоцета була берегом давнього моря Тетіс.

## Цікаві подробиці
Живий амбулоцет засобом комп’ютерного моделювання та анімації був відтворений в першій серії фільму Бі-Бі-Сі «Прогулянки з доісторичними тваринами».
| Цератопс | Це незавершена стаття з палеонтології. Ви можете допомогти проєкту, виправивши або дописавши її. |